# Biografielijst
Deze pagina bevat een overzicht van biografielijsten van personen over wie er een pagina bestaat in de Nederlandstalige Wikipedia. Er zijn twee groepen lijsten, enerzijds de algemene biografielijst en anderzijds de biografielijsten naar onderwerp. Hou er rekening mee dat men in Vlaanderen alfabetisch rangschikt op elke letter van de naam (Van Rompuy staat bij de V) terwijl men in Nederland alfabetisch rangschikt op het hoofdwoord (Van Agt staat bij de A).

## Algemene biografielijst
Deze is opgesplitst in 26 subpagina's (één per alfabetletter):
A – B – C – D – E – F – G – H – I – J – K – L – M – N – O – P – Q – R – S – T – U – V – W – X – Y – Z

## Bijzondere biografielijsten
|  | Kunst en cultuur: animatiefilmmakers - architecten - beeldhouwers - boekbandontwerpers - cabaretiers - choreografen - filmregisseurs - fotografen - illustratoren en grafici - kunstschilders - schrijvers - toneelregisseurs - meer...                                                                            |
|  | Muziek: componisten - gitaristen - pianisten - popmusici en bands - violisten - meer... |
|  | Religie: Bijbelse personen - christelijke heiligen - joods-orthodoxe rabbijnen - theologen - pausen - meer... |
|  | Sport: atleten - basketbalspelers - boksers - darters - Formule 1-coureurs - honkballers - judoka's - olympische medaillewinnaars - roeiers - schaatsers - schakers - schansspringers - shorttrackers - skateboarders - tafeltennissers - tennissers - triatleten - voetballers - wielrenners - zwemmers - meer... |
|  | Wetenschap: aardwetenschappers - archeologen - artsen - astronomen - bedrijfskundigen - biologen - elektrotechnici - filosofen - geschiedkundigen - informatici - logici - meteorologen - methodologen - natuurkundigen - psychologen - scheikundigen - sociologen - wiskundigen - meer...                         |
|  | Bijzonder: - dieren - ruimtevaarders - wonderkinderen |

Daarnaast zijn er:
Lijsten van personen - Allerlei personen naar diverse maatstaven